# Viktor Vlassov (accordéoniste)
Pour les articles homonymes, voir Viktor Vlassov et Vlassov.
Viktor Petrovitch Vlasov (en russe : Виктор Петрович Власов), né en 1936 à Chilka, est un accordéoniste et compositeur classique russe.

## Biographie
Né en 1936 à Chilka, Viktor Vlasov hérite de l'amour de la musique par ses parents : son père joue de la balalaïka à l'oreille et sa mère est membre d'une chorale locale ; son grand-père paternel joue de l'accordéon et son grand-père maternel du violon. 
Durant la Seconde Guerre mondiale et jusqu'en 1953, sa famille vit en Mongolie qui fait partie de l'Union soviétique. En 1947, ils acquièrent un accordéon diatonique. La sœur de sa mère joue de l'instrument à l'oreille et enseigne à Viktor comment faire. Comme elle remarque son talent, elle conseille à ses parents de lui acheter un bayan, qui offre bien plus de possibilités. Dès 1948, Viktor Vlasov commence à jouer à l'oreille et un an plus tard, il commence à apprendre la notation musicale sur un livre de méthode, car il n'y a pas d'écoles de musique en Mongolie.
En 1953, sa famille s'installe dans la région d'Odessa, où il commence à étudier à la Livov's Musical School, avec Savinkov ; puis il devient l'élève d'Obertuk.
En 1955, la famille déménage à Odessa, et il obtient un emploi dans la société philharmonique d'Odessa en tant que solo-bayaniste. Au début, il est membre de la compagnie Song and Dance, plus tard du Variety Jazz Ensemble. Après la Seconde Guerre mondiale, la popularité du bayan était grande en Union soviétique. Avec l'accordéon, le bayan était estimé beaucoup plus que les autres instruments et il était utilisé pendant les vacances, les festivals et les festivités, dans les orchestres et ensembles folkloriques, pour les danses et les chansons.
Viktor Vlasov compose la musique de films comme The Air Seller, Imprudence, The Port, et bien d'autres, sur son bayan.
Les œuvres de Viktor Vlasov sont utilisées pour des compétitions et des festivals nationaux et internationaux et sont interprétées par des groupes de premier plan de Russie et d'Ukraine. Il a également écrit de nombreux livres méthodologiques concernant le jeu du bayan. Aujourd'hui, il donne des master classes, est sollicité comme membre du jury pour plusieurs concours, donne des conférences et se produit dans toute la Russie.
Il compose notamment une œuvre inspirée de L'Archipel du Goulag d'Alexandre Soljenitsyne, intitulée Goulag, qui décrit la vie dans un camp de travail stalinien en Sibérie, et qui fait l'objet de concerts et d'enregistrement par divers interprètes, comme Dimitri Bouclier, ou Bartosz Głowacki.
L'Académie russe de musique Gnessine a décerné à Vlasov un disque d'argent pour sa contribution à l'art de l'accordéon.
En 2020, à Prague, V.P. Vlasov a reçu un prix honorifique de la Confédération internationale des accordéonistes (membre de l'UNESCO) pour sa contribution exceptionnelle au développement de l'art de l'accordéon.